# پسرانگی
پسرانگی (به انگلیسی: Boyhood) یک فیلم آمریکایی در ژانر بلوغ و درام حماسی، محصول سال ۲۰۱۴ و به نویسندگی و کارگردانی ریچارد لینکلیتر است. پاتریشا آرکت، الار کولترین، لورلای لینکلیتر و ایتن هاک ستارگان فیلم هستند. این فیلم به‌طور مداوم در یک دورهٔ دوازده‌ساله با فیلمبرداری از الار کولترین که از کودکی به بزرگسالی می‌رسید، ساخته شده‌است. فیلمبرداری این فیلم در تابستان ۲۰۰۲ شروع و در اکتبر ۲۰۱۳ به پایان رسید. این فیلم اولین بار در جشنواره فیلم ساندنس سال ۲۰۱۴ آمریکا منتشر و با استقبال خیره‌کننده منتقدین همراه بود.نمایش رسمی فیلم به میانهٔ سال ۲۰۱۴ محول گردید. پسرانگی همچنین در بخش اصلی جشنوارهٔ ۶۴ فیلم برلین در بخش رقابتی نامزد دریافت خرس طلایی بهترین فیلم بود و در نهایت خرس نقره‌ای بهترین کارگردانی را برای «لینکلیتر» به ارمغان آورد و در جشنواره فیلم سیاتل نیز جایزهٔ بهترین فیلم، کارگردانی و بازیگری را بدست آورد.ریچارد لینک لیتر ابتدا نام فیلم را "دوازده سال" گذاشته بود اما وقتی در اواخر فیلمبرداری متوجه شد که فیلمی با نام دوازده سال بردگی به کارگردانی استیو مک کویین در حال ساخته شدن است بخاطر اشتباه نگرفتن نام فیلم تصمیم گرفت اسم آن را عوض کند و سرانجام بعد از مدتی با پیشنهاد همه اعضای گروه نام "پسرانگی" برای فیلم انتخاب شد.پسرانگی در سال ۲۰۱۵ در شش رشته از جمله بهترین فیلم نامزد دریافت جایزه اسکار شد اما آن سال ،سال درخشش فیلم بردمن بود که جوایز اصلی را بنام خود ثبت کرد و پسرانگی در نهایت موفق شد تنها جایزه بهترین بازیگر نقش مکمل زن برای پاتریشیا آرکت را بدست آورد. 

## داستان
این فیلم ۱۲ سال از عمر یک پسربچه و خانوادهٔ او، از دوران دبستان تا رسیدن به سن بلوغ را دنبال می‌کند و مسائل عمدهٔ زندگی خانوادگی، تأثیر مدرسه و اجتماع در او و رنج‌ها و تردیدهای نوجوانی وی در این بازه.

## بازیگران
- پاتریشیا آرکت در نقش اولیویا
- الار کولترین در نقش ماسون جونیور
- لورلِی لینکلیتر در نقش سامانتا
- ایتن هاک در نقش ماسون بزرگ.

## تولید
در ماه مه ۲۰۰۲ ریچارد لینکلیتر خبر از این داد که قرار است در تابستان آن سال در شهر زادگاهش، هیوستون، شروع به فیلمبرداری فیلمی بی‌عنوان کند. در این زمان لینکلیتر برنامه داشت که در بازه‌ای دوازده‌ساله هر سال عوامل را برای چند هفته جمع کرده و فیلمبرداری کند. در مورد دلیل این کار هم لینکلیتر اعلام کرده بود که «از خیلی وقت پیش می‌خواستم داستان روابط والدین و کودکی را بگویم که در آن با دنبال‌کردن کودک از کلاس اول تا پایان کلاس دوازدهم را بگوید و داستان را با رفتن کودک به کالج به پایان برسانم. اما مشکل این است که بچه‌ها چنان تغییر می‌کنند که نمی‌شود آن را چندان عملی ساخت؛ ولی حالا کاملاً آماده‌ام که داستانم را با هر اتفاقی که برای این پسر می‌افتد سازگار کنم.» لینکلیتر سپس الار کولترین هفت‌ساله را برای نمایش شخصیت اصلی داستان استخدام کرد و به فیلمبرداری از او در طول دوازده سال از عمرش ادامه داد.
علاوه‌بر این که این فیلم در طول بازه‌ای دوازده‌ساله فیلمبرداری شده است، فیلمنامه‌اش هم در همین بازه نوشته شده، به‌طوری‌که هر چهار بازیگر اصلی فیلم در روند نوشتنش نقش داشته‌اند. لینکلیتر همچنین تأکید می‌کند که فیلمنامهٔ برخی از صحنه‌های فیلم درست شب پیش از فیلمبرداری تکمیل شده‌اند.
تا پیش از تابستان ۲۰۱۳ برای این فیلم نام خاصی برگزیده نشده بود و تنها در این سال بود که لیکلیتر از این فیلم به «دوازده سال» نام می‌برد. با این وجود، وقتی که از فیلمی با نام ۱۲ سال بردگی آگاه شد، به دلیل نگرانی از شباهت بیش‌ازحدِ این نام به نام فیلمش، نام فیلم خود را بی‌درنگ تغییر داد.
تهیه‌کنندهٔ این فیلم، IFC برای فیلمبرداری این فیلم بودجه‌ای ۲۰۰٬۰۰۰ دلاری در نظر گرفت که با تخمین «ورایتی» این مبلغ در طول ۱۲ سال تولید فیلم برابر است با ۲٫۴ میلیون دلار. با وجود محدودیتِ بودجهٔ فیلم، لینکلیتر حدی نامعمول از آزادی را در تولید فیلم داشت به‌طوری‌که هرگز مجبور به نمایش نتایج کارش به IFC، تهیه‌کنندهٔ فیلم نشد. به گفتهٔ ایتن هاک در سال ۲۰۱۳، فیلم پسرانگی که به نام «پروژهٔ دوازده‌ساله» هم معروف است به این صورت بود که من و ریچارد لینکلیتر هر سال و به مدت یازده سال فیلم کوتاهی می‌ساختیم که در آن رشد پسر جوانی را از ۶ سالگی تا ۱۸ سالگی نشان می‌دادیم. من نقش پدر را بر عهده داشتم. فیلم زاویهٔ دیدی تولستوی‌وار داشت. قبلاً فکر می‌کردم مجموعهٔ پیش از طلوع یکتاترین کاری خواهد بود که من هرگز بخشی از آن بوده‌ام، ولی ریک مرا وارد چیزی کرد که حتی غریب‌تر از آن بود. این که صحنه‌ای بازی کنی که در آن پسری در هفت‌سالگی از تو می‌پرسد که چرا راکنها می‌میرند، بعد در دوازده‌سالگی در مورد بازی‌های کامپیوتری با تو حرف می‌زند و در هفده‌سالگی با تو در مورد دخترها حرف می‌زند، و البته تأکید هم بر این باشد که بازیگر همان بازیگر باشد — که متوجه تغییر صدا و بدنش بشوی — این قضیه کمی شبیه عکاسی مرور زمان از وجود بشر است. ... سال بعد، او از مدرسه فارغ‌التحصیل می‌شود و ما هم می‌رویم که فیلم را تمام کنیم. فیلم احتمالاً دو سال دیگر تمام می‌شود.

## انتشار و واکنش‌ها

### جدول فروش
فیلم «پسرانگی» با پخشی محدود در ۵ سالن نمایش شروع به انتشار کرد و با کسب ۳۸۷٬۶۱۸ دلار با میانگین ۷۷٬۵۲۴ دلار برای هر سالن سینما در رتبهٔ ۱۹ جدول فروش قرار گرفت.

### واکنش منتقدان
«پسرانگی» تقریباً به اتفاق آرا مورد تحسین منتقدان سینمایی قرار گرفت. راتن تومیتوس، بر اساس ۱۳۸ مروری که بر این فیلم نوشته شده‌است و در آن‌ها به این فیلم به‌طور میانگین ۹٫۴ امتیاز از ۱۰ امتیاز داده شده است، به این فیلم امتیاز ۹۷٪ داده است. این سایت با جمع‌بندی این مرورها نوشته است که این فیلم فیلمی است «حماسی از لحاظ فنی و در عین حال به حد نفسگیری صمیمی از لحاظ روایت، «پسرانگی» بررسی گسترده‌ای است در مورد وضعیت بشر». این فیلم همچنین در متاکریتیک به امتیاز ۱۰۰ از ۱۰۰ بر اساس ۵۰ نقد دست یافت که به معنای «تحسینی جهانی» ست. همچنین، در حالی که نیمی از سال ۲۰۱۴ گذشته بود پیتر ترورس از مجلهٔ رولینگ استون از آن به عنوان بهترین فیلم سال نام برد و در مرورش بر این فیلم به آن امتیاز ۴/۴ داد (اولین امتیاز کاملی که او در سال ۲۰۱۴ به فیلمی داد). همچنین پیتر بردشاو، نویسندهٔ گاردین به پسرانگی ۵/۵ ستاره داد و آن را «یکی بهترین فیلم‌های دههٔ جاری» نامید.

## تحسین‌ها
| سال  | گروه                                | جایزه                                | نتیجه    |
| ---- | ----------------------------------- | ------------------------------------ | -------- |
| ۲۰۱۴ | جشنواره بین‌المللی فیلم برلین ۶۴     | بهترین کارگردانی                     | پیروز    |
| ۲۰۱۴ | جشنواره بین‌المللی فیلم برلین ۶۴     | جایزهٔ انجمن هنرستان‌های سینمایی آلمان | پیروز    |
| ۲۰۱۴ | جشنواره بین‌المللی فیلم برلین ۶۴     | خواننده-داوران نشریهٔ برلینر مورگن‌پست | پیروز    |
| ۲۰۱۴ | جشنواره بین‌المللی فیلم برلین ۶۴     | خرس طلایی                            | نامزدشده |
| ۲۰۱۴ | جنوب از طریق جنوب‌غربی               | جایزهٔ ستارهٔ لوییز بلک لون            | پیروز    |
| ۲۰۱۴ | جنوب از طریق جنوب‌غربی               | جایزهٔ ویژهٔ هیئت داوران               | پیروز    |
| ۲۰۱۴ | جشنواره بین‌المللی فیلم سان‌فرانسیسکو | جایزهٔ کارگردانی مؤسس                 | پیروز    |
| ۲۰۱۴ | جشنواره بین‌المللی فیلم سیاتل        | بهترین فیلم                          | پیروز    |
| ۲۰۱۴ | جشنواره بین‌المللی فیلم سیاتل        | بهترین کارگردانی                     | پیروز    |
| ۲۰۱۴ | جشنواره بین‌المللی فیلم سیاتل        | بهترین بازیگر زن                     | پیروز    |

## نکات قابل توجه
- لینکلیتر وصیت کرده بود که در صورت مرگش در زمان فیلم‌برداری پسرانگی ایتن هاوک فیلم را به پایان برساند.
- این فیلم به همراه ۱۱ فیلم دیگر جز فیلم‌هایی هستند که ۱۰۰ درصد نقد مثبت را دریافت کرده‌اند.
- نقش سامنتا را دختر لینکلیتر بازی می‌کند.
- کریستوفر نولان این فیلم را محبوبترین فیلم ۲۰۱۴ خودش می‌داند. وی در همین سال فیلم بین ستاره‌ای را کارگردانی کرده‌است.

## پی‌نوشت
1. 1 2  "[[ریچارد لینکلیتر|Richard Linklater]]'s Ambitious 'Boyhood' Premieres at Sundance". Slashfilm.com. 2014-01-13. Retrieved 2014-04-27. {{cite web}}: URL–wikilink conflict (help)
2. 1 2  Neumyer, Scott (2013-10-25). "[[ریچارد لینکلیتر|Richard Linklater]] Talks Before Midnight, Boyhood, and a Possible TV Series". Parade. Retrieved 2013-11-03. {{cite web}}: Italic or bold markup not allowed in: |publisher= (help); URL–wikilink conflict (help)
3. ↑  Brevet, Brad (2014-01-13). "[[ریچارد لینکلیتر|Richard Linklater]]'s 'Boyhood' Added to Sundance, 164 Minute Run Time". Rope of Silicon. Archived from the original on 16 January 2014. Retrieved 2014-04-27. {{cite web}}: URL–wikilink conflict (help)
4. ↑  Sciretta, Peter (2014-06-26). "Boyhood Budget: How Much Did It Cost To Shoot A Movie For 12 Years?". slashfilm. Retrieved 2014-06-26.
5. ↑  "Boyhood (2014)". Box Office Mojo. Retrieved July 13, 2014.
6. ↑  http://www.boxofficemojo.com/movies/?page=intl&id=boyhood.htm
7. 1 2  «چرا ساخت این فیلم ۱۲ سال طول کشید؟». ایسنا. یکشنبه ۲۹ تیر ۱۳۹۳ - ۰۸:۱۴
8. 1 2  Blackburn, Rachel. (May 16, 2002)  PA News  Shooting begins on film that will take 12 years.
9. ↑  Carroll, Larry (2006-11-29). "Got Plans For 2013? Check Out Richard Linklater's '12-Year Movie'". MTV Movies. Viacom. Archived from the original on 12 March 2010. Retrieved 2014-04-27.
10. ↑  Rea, Steven (May 19, 2002). "De Niro reassures a studio about a boy". The Philadelphia Inquirer. Features Arts & Entertainment section, page H9.
11. 1 2 3 4 5  Chang, Justin (June 25, 2014). "Richard Linklater on 'Boyhood,' the 'Before' Trilogy and the Luxury of Time". Variety. Retrieved July 4, 2014.
12. ↑  Kevin Jagernauth (ژوئن ۶, ۲۰۱۳). «Ethan Hawke Says Richard Linklater's Secret, Long Developing 'Boyhood' Will Be Released In 2 Years».
13. ↑  "Boyhood (2014)". Box Office Mojo. 2014-07-11. Retrieved 2014-07-18.
14. ↑  "Boyhood". Rotten Tomatoes. Retrieved 2014-07-18.
15. ↑  "Boyhood Reviews". Metacritic. Retrieved 2014-07-18.
16. ↑  "The Best and Worst Movies of 2014 So Far Pictures". Rolling Stone. Archived from the original on 15 June 2018. Retrieved 2014-07-18.
17. ↑  Peter Bradshaw. "Boyhood review – one of the great films of the decade | Peter Bradshaw | Film". The Guardian. Retrieved 2014-07-18.
18. 1 2  "Cinéfest screening unique Thornloe University project - Sudbury Lifestyle News". Northernlife.ca. 2012-09-13. Retrieved 2013-09-02.
19. ↑  nurun.com (2012-09-21). "Filmmaker gives Perspective". Sudbury Star. Archived from the original on 12 October 2013. Retrieved 2013-09-02.
20. ↑  "Points North | Unfinished movie debuts at Cinefest". CBC.ca. Retrieved 2013-09-02.
21. ↑  "Cinéfest Sudbury Announces Additional Canadian Feature Presentations". Cinefest. 2013-08-21. Archived from the original on 12 October 2013. Retrieved 2013-09-02.